# 紅門 (莫斯科)

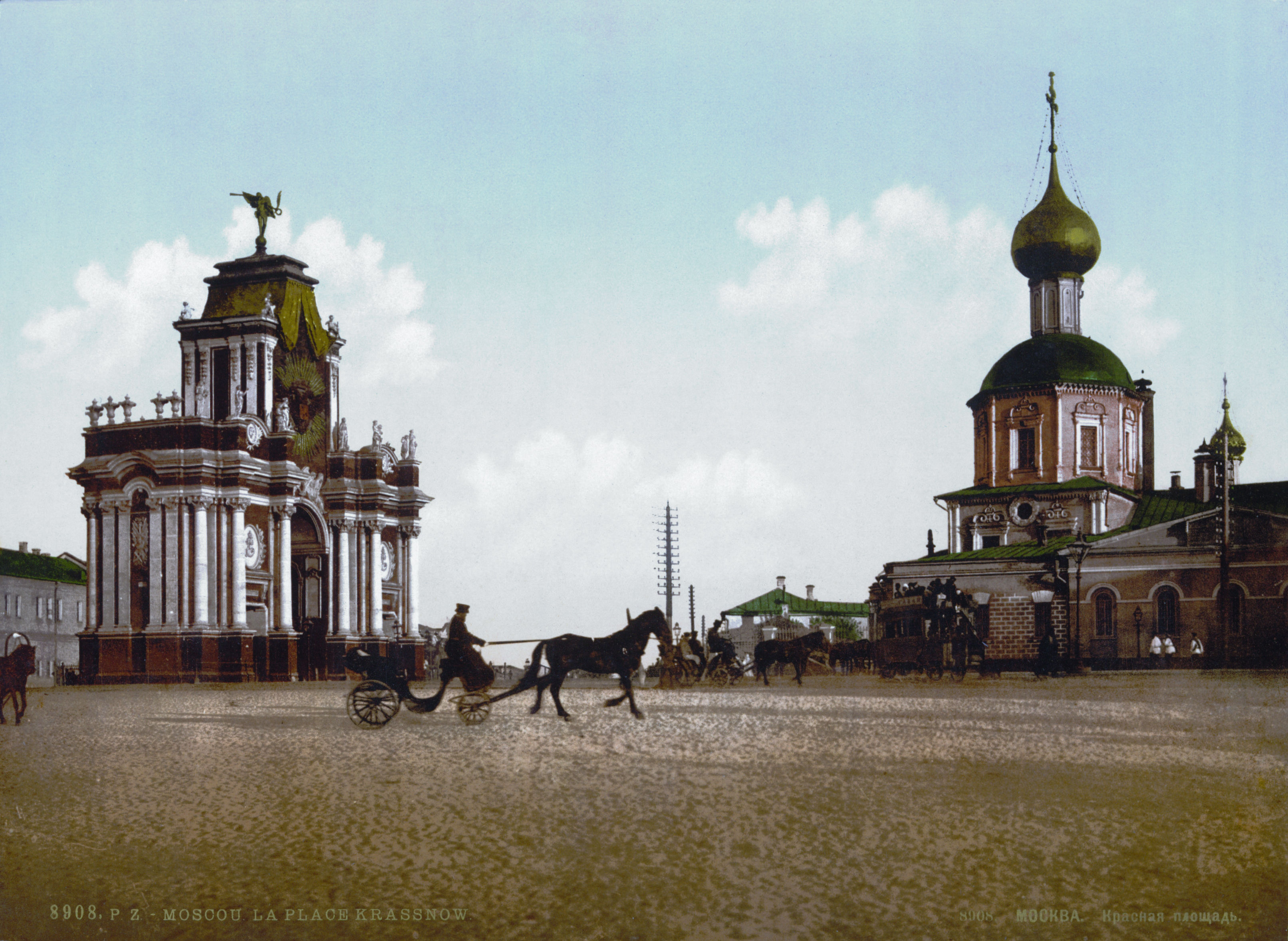

紅門（ Красные ворота）是位於俄羅斯首都莫斯科的一座凱旋門，為巴洛克式建築。最早的紅門修建於1709年。1753年，木製的紅門被拆除，修建了新的石製紅門。紅門是莫斯科的城門之中唯一直至20世紀時仍然得到保存的，但仍然在1928年時被拆除，但紅門這一名字仍然通過莫斯科地鐵的紅門站而得到保留。